# 24808 Iwanaguchi
24808 Iwanaguchi este o planetă minoră (asteroid), cu un diametru de 10,114 km, din centura de asteroizi. A fost descoperită pe 2 octombrie 1994 la Kitami Observatory⁠(d) de Kin Endate. 
Obiectul prezintă o orbită caracterizată de o semiaxă mare de 3,1794745 UAi, o excentricitate de 0,22, o înclinație de 13,31911 ° în raport cu ecliptica.